# .303 British
A .303 British vagy 7.7×56mm R egy peremes, .303 hüvelyk (7,7 mm) kaliberű, központi gyújtású, feketelőpor töltetű puska lőszer, amit az Egyesült Királyságban fejlesztettek ki először és 1888 decemberében állítottak szolgálatba és rendszeresítették a Lee–Metford puskáknál. 1891-ben a töltényt átdolgozták, hogy füst nélküli lőporral is lehessen használni. Ez volt a rendszeresített katonai lőszer az Egyesült Királyságban és a Nemzetközösségben egészen 1889-től az 1950-es évekig, amikortól a 7,62×51 mm NATO lőszer váltotta fel. A 7.7×56mmR névben az R a rimmed, azaz „peremes” töltényhüvely jelölése. A C.I.P. és a SAMMI által használt elnevezése a lőszernek 303 British.

## Méretei
A .303 British töltényhüvely űrmérete 3,64 ml. A lőszer jellegzetes, hegyes csúcsban végződő külső formáját elsősorban azért kapta, hogy elősegítse a különböző ismétlőfegyverek és géppuskák megbízható töltését nehéz körülmények között is.

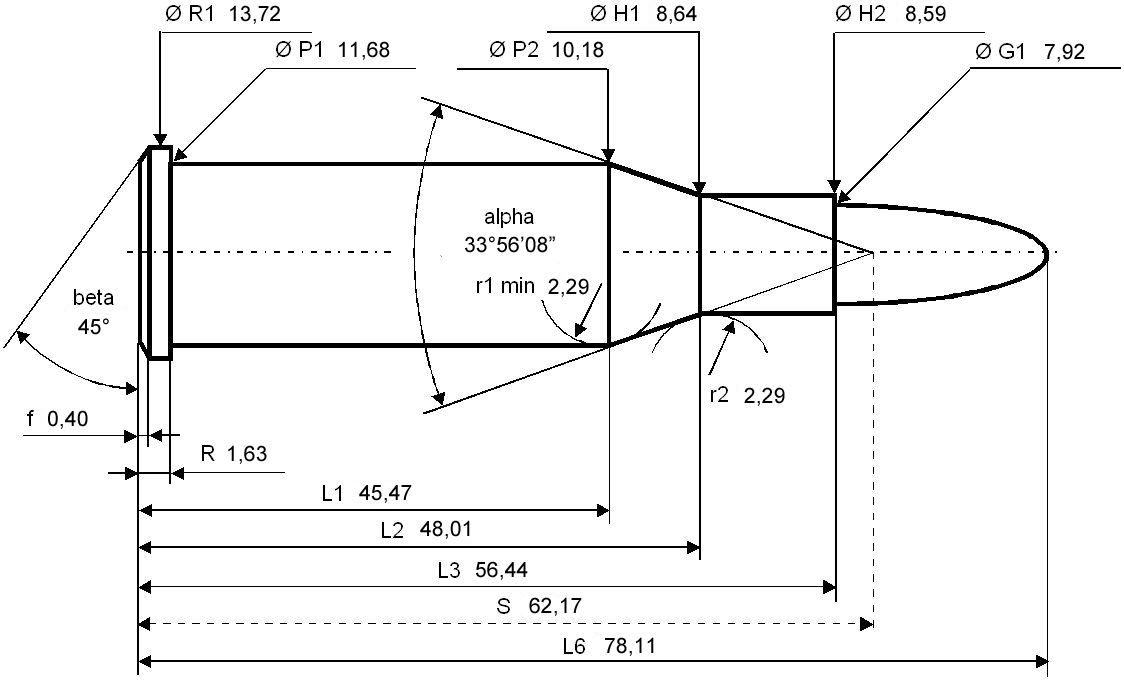
.303 British maximális C.I.P. által szabályozott méretei. Minden méret milliméterben van megadva (mm)

Vállszög 17 fok, amerikai definíció szerint alpha/2. A használt mag szokásos huzagolás csavarodása 254 mm (1 fordulat 10 hüvelyken). A huzagolás 5 horonyból áll,  Ø oromnál = 7,70 mm, Ø horonynál = 7,92 mm, a huzagmélység = 2,12 mm, a kapszli (más néven gyújtókupak vagy gyutacs) típusa Berdan vagy Boxer (nagyméretű puskáknál).
A C.I.P. (Commission Internationale Permanente pour l'Epreuve des Armes à Feu Portatives) hivatalos rendelkezése alapján a .303 British lőszer képes kell legyen egészen 365 MPa (52 939 psi) maximális nyomásnak ellenállni. A C.I.P. szabályozása alá eső országokban minden puska lőszernek át kell mennie egy teszten, ahol a névleges maximális nyomásnál 25%-kal nagyobb nyomást is ki kell bírnia a központi gyújtású puska lőszereknek, hogy forgalomba lehessen hozni. Ez azt jelenit, hogy a C.I.P. szabályozása alá eső országokban, azok a kézifegyverek, amelyek használhatóak .303 British lőszerrel képesek voltak a teszten egészen 456 MPa (66 137 psi) nyomást is elviselni.
A lőszer, SAAMI (Sporting Arms and Ammunition Manufacturers' Institute) által megállapított maximális nyomása 49 000 psi (337,84 MPa), ami a ballisztikában 45 000 CUP-nak felel meg.

## Katonai használata

### Története és kifejlesztése
A Brit Nemzetközösség fegyveres erőinél 70 éven keresztül volt rendszeresítve, ezen idő alatt a .303 kaliberű lőszer tíz nagyobb változáson ment keresztül és végül összesen körülbelül 26 variációja jelent meg.